# Kyle, Texas
Kyle là một thành phố thuộc quận Hays, tiểu bang Texas, Hoa Kỳ. Năm 2010, dân số của xã này là 28016 người.

## Dân số
- Dân số năm 2000: 5314 người.
- Dân số năm 2010: 28016 người.